# SHV33
AQUOS SERIE mini SHV33（アクオス セリエ ミニ エスエイチブイ サンサン）は、シャープによって日本国内向けに開発された、auブランドを展開するKDDIおよび沖縄セルラー電話の第3.9世代移動通信システム（au 4G LTE/au VoLTE）、第4世代移動通信システム（au 4G LTE CA/WiMAX2+）対応スマートフォンである。

## 概要
SHV31の事実上の後継機種で、新たにハイスピードIGZO液晶を搭載している。
フルセグ・赤外線通信には非対応。
キャッチコピーは「プレミアムなコンパクト。なめらかな操作の心地よさとスタミナを手の中に。」。

## 沿革
- 2016年1月12日 - KDDI、およびシャープより公式発表。
- 2016年1月23日 - 日本全国にて一斉発売。
- 2016年11月21日 - Android 6.0.1/7.0へのアップデートを発表。
- 2016年11月24日 - Android 6.0.1へアップデート。
- 2017年5月16日 - Android 7.0へアップデート。

## その他機能
※PC向けWebブラウザが標準装備されている。携帯向けサイト(EZWeb)は他のスマートフォンやPCと同じく閲覧不可。
| 主な機能・対応サービス                                                  | 主な機能・対応サービス                                                | 主な機能・対応サービス                      | 主な機能・対応サービス        |
| ----------------------------------------------------------------------- | --------------------------------------------------------------------- | ------------------------------------------- | ----------------------------- |
| auウィジェット Webブラウザ                                              | LISMO! for Android (ハイレゾ音源対応版) メディアプレイヤー LISMO WAVE | おサイフケータイ NFC                        | ワンセグ フルセグ DLNA        |
| au one メール PCメール Gmail EZwebメール                                | デコレーションメール デコレーションアニメ                             | Friends Note                                | PCドキュメント                |
| au Smart Sports Run & Walk Karada Manager ゴルフ(web版) Fitness、歩数計 | GPS 方位計                                                            | au oneナビウォーク au one助手席ナビ         | au one ニュースEX au one GREE |
| auベーシックホーム じぶん銀行                                           | 緊急速報メール                                                        | Bluetooth                                   | 無線LAN機能 (Wi-Fi)           |
| 赤外線通信                                                              | WIN HIGH SPEED au 4G LTE                                              | グローバルパスポート （現・au世界サービス） | auフェムトセル                |
| microSDHC microSDXC                                                     | モーションセンサー(6軸)                                               | 防水 防塵                                   | 簡易留守録 着信拒否設定       |